# Malhar Rao Holkar
|  | Per a altres significats, vegeu «Malhar Rao Holkar (desambiguació)». |

Malhar Rao Holkar (Jejuri, prop de Poona, 16 de març de 1693 - Alampur 20 de maig de 1766) fou un noble maratha, primer sobirà del que fou després el principat d'Indore (llavors anomenat subadar de Malwa, principat d'Holkar o principat de Maheshwar). Era fill únic de Khandoji, un simple pagès. A la mort del seu pare, va anar amb la seva mare a viure al Khandesh amb Narayanji, germà de la mare, que tenia algunes propietats i tenia la custòdia d'un grup de cavalls per un noble (sardar) de nom Kadam Bande. Malhar fou contractat per cuidar els cavalls i es va casar amb la filla del seu oncle, Gautama Bai (1717). Posteriorment va tenir altres dones
Malhar tenia qualitats militars i aviat es va sentir atret pels fets del peshwa maratha. El 1724 va entrar al seu servei i va rebre el comandament de 500 cavalls i fou un dels tres encarregats de la recaptació a Malwa; Sardar Kadam va estar satisfet i li va permetre marxar dirigint els cavalls sota la bandera de la família Bande, un triangle amb dues franges vermella i blanca que en endavant fou la bandera de la dinastia Holkar. El 1726 fou nomenat comandant d'una força de 5000 cavallers i el 1728 va rebre dotze mahals en jagir a Malwa.
El 3 d'octubre de 1730 fou nomenat cap de l'exèrcit i va rebre 74 parganes més. Se li van concedir dues regions a Malwa el 2 de novembre de 1731 i el 20 de gener de 1734 les seves possessions van esdevenir hereditàries en la descendència tinguda amb Gautama Bai, rebent també Maheshwar, Indore i nou altres pobles al sud del Narbada. La ciutat de Maheshwar en la pràctica fou capital dels seus dominis (fins al 1818, perquè Indore no fou establerta com a capital fins al tractat de Mandasor el 1818). Va seguir al servei del peshwa, i va participar en la gran victòria prop de Delhi el 1736, i la derrota del nizam a Tal Bhopal (1738) i dels portuguesos de Vasai (1739). Va rebre Rampura, Bhanpura i Tonk (ciutat) el 1743, per l'ajut donat a Madho Singh I de Jaipur en la seva lluita contra el seu germà Ishwari Singh. Per la seva valentia contra els rohilles el 1748 va rebre de l'emperador un sardeshmuckhi a Chandore. Des de 1748 la seva posició a Malwa fou ferma i dominava un extens territori als dos costats del Narbada i a Sahyadri.
Malhar Rao Holkar, Jayappa Scindia i Gangadhar Tatya, van ajudar a Safdar Jang d'Oudh contra Shadulla Khan, Ahmed Khan Bangash, Muhammad Khan, Bahadur Khan Rohilla seguint ordes del peshwa Balaji Baji Rao. A les batalles de Fatehgad i Farukhabad, van derrotar els rohilles i Bangash (març de 1751-abril de 1752). Quan l'emperador mogol va saber que Ahmed Shah Durrani havia atacat el Panjab (desembre del 1751) va demanar a Safdar Jang de fer les paus ambs el rohilles i Bangash. El 12 d'abril de 1752 Safdar Jang es va posar d'acord amb els marathes però finalment l'emperador no va ratificar l'acord i per contra va signar un tractat amb Ahmad Shah Durrani (23 d'abril de 1752). Al mateix temps el peshwa cridava a Malhar Rao a Poona on era atacat per Salabat Khan, nizam d'Hyderabad.
Els marathes van atacar als jats de Suraj Mal al fort de Kumher el 20 de gener de 1754 i el van assetjar. La lluita va seguir uns mesos. Durant la campanya va morir Khande Rao Holkar, el fill de Malhar Rao Holkar, quan va rebre un tret des del fort mentre inspeccionava les tropes en palanquí (15 de març de 1754). Malhar Rao va quedar molt afectat per la mort del seu únic fill, i va buscar revenja, prometent tallar el cap del maharajà Suraj Mal i tirar la fortalesa al riu Jamuna després de destruir-la, i va augmentar la pressió sobre el fort; Suraj Mal estava assessorat per la maharani Kishori, que li va aconsellar fer gestions diplomàtiques i va contactar amb el ministre Roop Ram Katara; així es va assabentar de les diferències entre Malhar Rao i Jayappa Sindhia; la maharani va aconsellar aprofitar aquestes diferències. Con que Roop Ram Katara era molt amic de Jayappa Sindhia, la maharani li va enviar una carta de Suraj Mal proposant un tractat; Jayappa Sindhia llavors va acceptar la proposta i va contactar amb Raghunath Rao, el qual al seu torn va aconsellar a Malhar Rao Holkar de signar un tractat amb Suraj Mal. Malhar Rao Holkar va haver d'acceptar, per no quedar aïllat. El tracctat fou signat el 18 de maig de 1754.
Els caps marathes Malhar Rao Holkar, Raghunath Rao, Shamsher Bahadur, Gangadhar Tatya, Sakharambapu, Naroshankar i Maujiram Bania van atacar Delhi l'11 d'agost de 1757 i van derrotar a Najib Khan; Ahmed Khan va esdevenir Mir Bakshi al seu lloc. El març de 1758 els marathes ocupaven Sarhind. El 20 d'abril de 1758, Malhar i Raghunath Rao van atacar i conquerir Lahore. Tukoji Rao Holkar va conquerir Attock. Sabaji Scindia i Vitthal Shivdev s'hi van reunir a Peshawar. Raghunath Rao i Malhar Rao Holkar van tornar llavors. El 1757 va rebre el rang de subadar.
El 14 de gener de 1761 es va lliurar la desastrosa batalla de Panipat que va posar fre temporal a l'expansió maratha; en aquest moment Malhar Rao havia esdevingut el 67è terratinent de l'Índia i llavors va començar a organitzar els seus dominis.
Va morir a Alampur el 20 de maig de 1766. El seu fill Khande Rao Holkar havia mort el 15 de març de 1754, i fou el fill d'aquest, Male Rao Holkar, un noi jove i curt de gambals, el que el va succeir.